# Кралство Леон
Вижте пояснителната страница за други значения на Леон.
Кралство Леон (на испански: Reino de León) е историческа държава, разположена в северозападната част на Иберийския полуостров. През 913 г. няколко християнски князе се отцепват от Кралство Астурия и се обединяват в ново кралство с център гр. Леон, което просъществува до 1230 г., когато се обединява с кралство Кастилия в т.н Кастилска корона.
Днес територията на историческата област е част от автономната област Кастилия-Леон, като образува провинциите Леон, Самора и Саламанка.

## Владетели на Леон
В периода 1037 – 1157 – кралете на Кастилия са и крале на Леон.
Кантабрийска династия (910 – 1037) ===
- 910 – 914 Гарсия I (ок. 871 – 914), първороден син на Алфонсо III, крал на Астурия, ∞ за Муния Домна, дъщеря на Нуньо фернандес, граф де Амайя.
- * 914 – 924 Ордоньо II (ок. 873 – 924), втори син на Алфонсо III Велики, крал на Астурия; крал на Галисия (910 – 924). 1-ви брак (890) с Елвира (†921), дъщеря на Ерменежилдо Гутиерес, граф на Гатонез; 2-ри брак (922, развод 922) с Арагонта, дъщеря на Гонзало, граф на Бототез; 3-ти брак (923) със Санча (ок. 900 – 955), дъщеря на Санчо I, крал на Памплона.
- 924 – 925 Фруел II (ок. 875 – 925), трети син на Алфонсо III Велики; крал на Астурия (910 – 925); крал на Галисия (924 – 925). 1-ви брак (911) с Муния, дъщеря на Химено II, крал на Памплона; 2-ри брак с Урака, дъщеря на Абдулах ибн Мохамед Али от Толедо.
- 925 Алфонсо Фройлас Гърбавия (†933), син на Фруел II; крал на Галисия (925), неженен.
- 926 – 931 Алфонсо IV Монах (ок. 899 – 933), втори син на Ордоньо II; крал на Астурия и Галисия (926 – 931); ∞ 923 за Онеса (†931), дъщеря на Санчо I, крал на Памплона.
- 931 – 951 Рамиро II Велики (ок. 900 – 951), трети син на Ордоньо II; крал на Астурия и Галисия (931 – 951). 1-ви брак (925, развод 930) с Адоситда, дъщеря на Гутиере Осореса; 2-ри брак (932) с Урака (†956), дъщеря на Санчо I, крал на Памплона.
- 951 – 956 Ордоньо III (ок. 926 – 956), син на Рамиро II Велики; крал на Астурия и Галисия (951 – 956), ∞ 941 за Урака (†956), дъщеря на Фернандо Гонзалес, граф на Кастилия.
- 956 – 958, 960 – 966 Санчо I Дебелия (935 – 966), втори син на Рамиро II Велики; крал на Галисия (956 – 958, 960 – 966), ∞ 960 за Тереза (†997), дъщеря на Ансур Фернандес, граф на монсон и Кастилия.
- 958 – 960 Ордоньо IV Злия (ок. 926 – 962), син на Алфонсо IV Монах; крал на Астурия и Галисия (958 – 960), ∞ 958 за Урака (†1007), дъщеря на Фернандо Гонзалес, граф на Кастилия.
- 966 – 984 Рамиро III (961 – 985), син на Санчо I Дебелия; крал на Галисия (966 – 984), ∞ 979 за Санча (†983), дъщеря на Гомес Диас, граф на Салданя.
- 982 – 999 Бермудо II Подагрик (ок. 953 – 999), извънбрачен син на Ордоньо III] крал на Галисия (982 – 999). 1-ви брак (развод 988) с Веласкита, дъщеря на португалския дворянин Рамиро Мендеш; 2-ри брак (991) с Елвира (†1017), дъщеря на Гарсия I, граф на Кастилия.
- 999 – 1028 Алфонсо V Благородния (996 – 1028), син на Бермудо II Подагрик; крал на Астурия и Галисия (999 – 1028). 1-ви брак (1015) с Елвира (†1022), дъщеря на португалския граф Менендо II Гонсалвиш; 2-ри брак (1023) с Урака, дъщеря на наварския крал Гарсия IV.
- 1028 – 1037 Бермудо III (1017 – 1037), син на Алфонсо V Благородния; крал на Астурия и Галисия (1028 – 1037), ∞ 1028 за Химена (1012 – 1062), дъщеря на наварския крал Санчо III Велики.

Наварска династия (Хименес) (1037 – 1126)
- Фернандо I Велики (1017 – 1065)(1037 – 1065); крал на Кастилия (1035 – 1065)
- Алфонсо VI Храбрия (1040 – 1109)(1065 – 1072, 1072 – 1109); крал на Кастилия (1072 – 1109); крал на Галисия (1072 – 1096)
- Санчо II Силния (1038 – 7.10.1072)(1072); крал на Галисия (1071 – 1072); крал на Кастилия (1065 – 1072)
- Урака I (1081 – 1126)(1109 – 1126); кралица на Кастилия (1109 – 1126)

Бургундска династия (1126 – 1230)
- Алфонсо VII Император (1.3.1105 – 21.8.1157)(1126 – 1157); крал на Кастилия (1126 – 1157); крал на Галисия (1107 – 1157)
- Фернандо II (1137 – 28.1.1188)(1157 – 1188)
- Алфонсо IX (15.8.1171 – 24.9.1230)(1188 – 1230)